# Clã Cathcart
O Clã Cathcart é um clã escocês da região das Terras Baixas, Escócia.
O atual chefe é Charles Alan Andrew Cathcart, 7º Conde de Cathcart